# Partido Socialista Revolucionario (Perú)
El Partido Socialista Revolucionario (PSR) fue un partido político peruano de ideología socialista formado por militares y miembros jóvenes del Partido Demócrata Cristiano que habían participado activamente durante el inicio de la dictadura autodenominada Gobierno Revolucionario de la Fuerza Armada, liderado por el presidente de facto Juan Velasco Alvarado. El partido defendió el retorno a los objetivos políticos del golpe de Estado de 1968, con el que Velasco llegó al poder.

## Historia
El partido se fundó el 23 de noviembre de 1976, un año después del golpe de Estado de 1968 liderado por el general Juan Velasco Alvarado que depuso al presidente democráticamente electo «catorce meses después del comienzo del segundo gobierno militar en 1968, en el diario “La Prensa” dio a conocer al país el nacimiento del Partido Socialista Revolucionario». Esta organización estaba conformada por 60 personas, muchas de las cuales habían tenido un rol participativo en la primera fase del Gobierno Revolucionario de la Fuerza Armada y también personas que también que provenían del Partido Demócrata Cristiano, que fueron los que sentaron las bases de este partido.
Los militantes más ilustres eran en su mayoría militares en situación de retiro. Entre ellos, se encontraba Leonidas Rodríguez Figueroa (exjefe de SINAMOS, el partido único de facto del régimen de Velasco), Jorge Dellepiane Ocampo (Vicealmirante de la Armada Peruana, exministro de Industria de Velasco Alvarado), Arturo Valdés Palacio (Exjefe de COAP y exsecretario general del Consejo de Ministros, oficial asimilado con el Grado de General de Brigada al Cuerpo Jurídico del Ejército). Los tres sufrieron deportaciones, junto a otros dirigentes del PSR, después del Tacnazo, el golpe de Estado liderado por Francisco Morales Bermúdez que depuso a Velasco Alvarado. Con ellos figuraron dirigentes de una serie de organizaciones creadas durante el gobierno de este último, tales como Guzmán Rivera Castañeda, de la central de trabajadores.
De acuerdo a lo titulado «Por la Patria con el Pueblo», indicaba que el PSR «surge a la vida política nacional como una necesidad histórica para la construcción del Socialismo Peruano». Así mismo, tuvo como tarea el reconocimiento de las reformas hechas durante el gobierno del General Velasco Alvarado. Entre sus visiones se encontraba la defensa, consolidación de las reformas y el abandono definitivo del sistema capitalista y la construcción y fortalecimiento del socialismo en el país.
En cuanto a su ideología, concebía la igual de todos los hombres, la producción como la nueva organización económica y un Estado que represente los intereses de la mayoría. Además, se promovía la socialización de los medios de producción constituían los aspectos más importantes de las ideas pscerristas.

## Elecciones para la asamblea constituyentes de 1978
En las elecciones efectuadas en 1978 se dio las elecciones para la Asamblea constituyente que tuvo como objetivo generar la nueva Constitución de la República. El PSR fue fundado con el propósito de participar en las elecciones de 1978 para la Asamblea Constituyente y ganó 6 de los 100 escaños.
La estructura partidaria del PSR se organizó en dos niveles, uno público y otro clandestino. En el nivel público, militantes destacados y carismáticos realizaban las tareas partidarias encomendadas. Mientras que, en el nivel clandestino, conocido también como la «Orga», otros militantes se encargaban de los trabajos conspirativos y de la conducción del partido. En 1978, las posiciones entre los cuadros «públicos» y los integrantes de la «Orga» se volvieron irreconciliables. Estos últimos, entre los que se encontraban algunos integrantes de la Asamblea Constituyente, abandonaron el PSR acusando a los primeros de privilegiar el trabajo legal y de soslayar el trabajo militar insurreccional del partido.
En esas elecciones participaron el Partido Socialista Revolucionario, el Frente Obrero, Campesino, Estudiantil y Popular (FOCEP), el Partido Comunista Peruano (PCP), la Unidad Democrática Popular (UDP), los partidos trotskistas, el Partido Aprista Peruano (PAP). No obstante, no participaron el Partido Comunista del Perú - Sendero Luminoso (PCP-SL) y Vanguardia Revolucionaria (Proletario Comunista) (VR-PC).
Tanto el Partido Aprista Peruano como el Partido Popular Cristiano obtuvieron la mayoría. El primero obtuvo el 35 %; y el segundo, contó con un 24 %. Así mismo, el Frente Obrero, Campesino, Estudiantil y Popular (FOCEP) obtuvo con un 12 %, el Partido Socialista Revolucionario contó con un 7 %, Unidad democrática Popular (UDP) y Frente Nacional de Trabajadores y Campesinos contaron con un 4 %. Partidos como el Partido Demócrata Cristiano, Unión Nacional Odriista y Movimiento Democrático Peruano obtuvieron un 2 % cada uno. Acción Revolucionaria Socialista (ARS) y Partido Democrático Reformista (PDR) solo lograron alcanzar un 1 % respectivamente. Como se puede observar, el PSR obtuvo un 7 % lo que le permitió tener presencia en la Asamblea Constituyente.
Los candidatos del PSR elegidos a la Asamblea fueron, además de Rodríguez Figuera, Avelino Mar Arias (entonces presidente de la Confederación Nacional Agraria, disuelta pocos meses por el gobierno militar), Antonio Aragón, Héctor Béjar, Antonio Meza-Cuadra Velásquez (secretario del PSR), Miguel Echeandía Urbina (dirigente de los marinos mercantes) y el abogado Alberto Ruiz Eldredge (que había sido embajador del Perú en Brasilia durante el mandato del General Velasco y posteriormente director nombrado del «Diario Expreso») .
Con posterioridad a las elecciones de 1978, el partido se dividió en el Partido Socialista Revolucionario (Marxista-Leninista) (PSR-ML) y el PSR-Leonidas Rodríguez Figueroa. El PSR-ML, de Antonio Aragón y Carlos Urrutia, desempeñó un papel dominante en lo que quedaba de la Confederación Nacional Agraria, que había sido fundada por Avelino Mar durante la administración de Velasco Alvarado

## Elecciones Generales de 1980
A comienzos de enero de 1980 se funda la Alianza Unidad de Izquierda (UI) que juntaba a partidos como el PCP-U, al PSR y algunos movimientos de menor envergadura. En estas elecciones en votación presidencial contó con un 3 % de apoyo, en la Cámara de Senadores con un 4 % y en la Cámara de Diputados contó con un 3 %. Así mismo, en las elecciones de la Izquierda radical (UNIR, FOCEP, UDP y PRT) llegó a un 11 % (Rojas 1987: 300). Por otro lado, quien contó con más respaldo fue Acción Popular (AP) quien en la votación presidencial obtuvo un 46 %, en la de Cámara de Senadores 40 % y la de Cámara de Diputado un 39 %. El segundo fue el Partido Aprista Peruano (PAP) que contó con un 28 % en la votación presidencial, en la Cámara de Senadores un 28 % y la de Cámara de Diputados un 26 %. Frente a los bajos resultado de la izquierda en comparación con las elecciones de la Asamblea Constituyente de 1979, siete partidos el 12 de setiembre de 1980 firman el nacimiento de Izquierda Unida. Estos partidos fueron el FNTC, FOCEP, PCP, PSR, UDP, UNIR. No obstante, dicha alianza no tuvo mucha acogida ya que Hugo Blanco, líder trotskista y ganador de la primera mayoría de votos que obtuvo un candidato de izquierda en las elecciones constituyente, rechazó en todos los tonos la participación del PSR en las alianzas electorales izquierdistas. Puesto que, Hugo Blanco indicaba que el PSR era culpable de masacres a mineros y campesinos.
Durante la década de 1980, PSR fue parte de Izquierda Unida (IU), participando en las elecciones constituyentes de 1978, generales de 1980 (UI), municipales de 1980, 1983, 1986, generales de 1985 (todas al interior de IU). En 1989, el PSR participó en las elecciones de las listas de Acuerdo Socialista de Izquierda (ASI) y en 1990 con Izquierda Socialista.
Después de algunas diferencias en 1989 la Izquierda Unida se divide en dos posiciones. Por un lado, el grupo que apoyaba a Henry Pease y los seguidores de la Izquierda Socialista. En 1990, Barrantes postuló a las elecciones generales mediante el partido de Izquierda Socialista, para dichas elecciones contó con el apoyo del Partido Socialista Revolucionario.

## Elecciones Municipales 1992

### A nivel municipal
Se presentó en las elecciones para la provincia de Castrovirreyna en la región de Huancavelica, en donde participaron 25 listas. En dichas elecciones no obtuvo ningún escaño.
| Departamento                      | Huancavelica   |
| Provincia                         | Castrovirreyna |
| Número de listas que participaron | 25             |
| % Votos Lista Ganadora            | 32.72 %        |
| %Votos agrupación Política        | 0.09 %         |
| Lugar Obtenido Agrupación         | 21             |
| Total, de escaños en contienda    | 0              |
| Número de escaños obtenidos       | 0              |

### Elecciones municipales a nivel distrital
En las elecciones a nivel distrital se presentó en tres distritos. El primero en el distrito de Chinchero en la provincia de Urubamba de la región de Cusco. El segundo, en el Distrito de Huayllabamba en la provincia de Urubamba de la región de Cusco. El tercero y el último, en el distrito de Yanas en la provincia de Dos de Mayo en la región de Huánuco. En ninguno de estos el partido logró obtener algún cargo público.
| Departamento                      | Cuzco     | Cuzco        | Huánuco     |
| Provincia                         | Urubamba  | Urubamba     | Dos de mayo |
| Distrito                          | Chinchero | Huayllabamba | Yanas       |
| Número de listas que participaron | 17        | 17           | 8           |
| % Votos Lista Ganadora            | 26.95 %   | 32.52 %      | 20.44 %     |
| %Votos agrupación Política        | 0.08 %    | 0.48 %       | 6.40 %      |
| Lugar Obtenido Agrupación         | 16        | 8            | 7           |
| Total de escaños en contienda     | 0         | 0            | 0           |
| Número de escaños obtenidos       | 0         | 0            | 0           |

## División del partido
Después de los resultados de las elecciones de la Asamblea Constituyente, el Partido Socialista Revolucionario sufrió su primera escisión. El secretario General anunció la expulsión de un grupo integrado por Carlos Urrutia, Luis Verese, Vladimiro Guevara y Germán Trigoso. A los expulsados se le sumó el constituyente Antonio Aragón. Posteriormente ese grupo, al que se incorporaron algunos integrantes del comité organizador de 1976, anunció la formación del PSR-marxista leninista. No obstante, el PSR mantuvo su inscripción en el Jurado Nacional de Elecciones.
La segunda escisión se dio en 1982, la cual fue dada por Antonio Meza-Cuadra quién hasta ese momento era el secretario del PSR. Meza cuadra fue reemplazado, en comicios efectuados dentro de una Asamblea Nacional, por el constitucionalista y profesor universitario Enrique Bernales. «El JNE, luego del trámite de ley, reconoció la nueva directiva peserrista (que mantiene como Presidente a Rodríguez Figueroa) en tanto que Meza-Cuadra anunciaba la formación de un partido Mariateguista de Liberación Nacional, en el que participaron algunos dirigentes y pocas bases provinciales del PSR».
La disolución del partido no se puede saber con exactitud, pero se puede observar que participó en las elecciones distritales y provinciales de 1992. Desde ahí, no ha contado con una participación pública.